# German Kapitonowitsch Malandin
German Kapitonowitsch Malandin (russisch Герман Капитонович Маландин; * 3. Dezemberjul. / 15. Dezember 1894greg. in Nolinsk, Oblast Kirow, Russisches Kaiserreich; † 27. Oktober 1961 in Moskau) war ein sowjetischer Armeegeneral, der zuletzt zwischen 1958 und seinem Tode 1961 Kommandant der Militärakademie des Generalstabs der Streitkräfte der UdSSR war.

## Leben
German Kapitonowitsch Malandin absolvierte eine Offiziersausbildung und fand danach verschiedene Verwendungen als Offizier und Stabsoffizier in der Roten Arbeiter- und Bauernarmee. Nachdem er zwischen Januar 1929 und Januar 1931 Kommandeur des 95. Schützenregiments war, wurde er im Januar 1931 Chef des Stabes des Schützenkorps Küste. Am 28. November 1935 erfolgte seine Beförderung zum Brigadekommandeur sowie Ernennung zum Chef des Stabes der Besonderen Rotbanner-Fernostarmee. Danach war er zwischen 1938 und 1939 Leitender Instrukteur an der Akademie des Generalstabs der Roten Arbeiter- und Bauernarmee und nach seiner Beförderung zum Divisionskommandeur am 4. November 1939 erst Chef der Operationsabteilung des Sondermilitärbezirks von Kiew sowie danach stellvertretender Chef des Stabes der Ukrainischen Front, ehe er zwischen 1939 und 1941 abermals Chef der Operationsabteilung des Sondermilitärbezirks von Kiew war.
Nach der Wiedereinführung der Generalsränge wurde Malandin am 4. Juni 1940 Generalleutnant und fungierte zwischen dem 13. Februar und dem 22. Juni 1941 als Chef der Operationsabteilung des Generalstabes. Anschließend war er während des Zweiten Weltkrieges 1941 kurzzeitig nacheinander erst stellvertretender Chef des Stabes des Militärbezirks Kiew, Chef der Operationsabteilung der Westfront und dann stellvertretender Chef des Stabes der Westfront, ehe er als Nachfolger von Generalmajor Wladimir Jefimowitsch Klimowskich vom 1. bis zu seiner Ablösung durch Generalleutnant Wassili Danilowitsch Sokolowski am 21. Juli 1941 Chef des Stabes der Westfront war. Danach war er zunächst stellvertretender Leiter sowie anschließend Leiter einer Unterabteilung der Militärakademie des Generalstabs der RABA „Kliment Jefremowitsch Woroschilow“. Danach fungierte er vom 20. Dezember 1943 bis zum 9. Juli 1945 Chef des Stabes der 13. Armee.
Nach dem Ende des Zweiten Weltkrieges wurde German Kapitonowitsch Malandin am 31. August 1945 zum Generaloberst befördert und war zwischen 1945 und 1946 zunächst Chef des Stabes der Zentralgruppe der Streitkräfte sowie vom 21. März 1946 bis zum 12. November 1948 Chef des Hauptstabes der Landstreitkräfte der UdSSR. Am 12. November 1948 erfolgte seine Beförderung zum Armeegeneral, woraufhin er zwischen dem 12. November 1948 und dem 19. Juni 1952 als Erster stellvertretender Chef des Generalstabes der Sowjetarmee fungierte. Anschließend war er vom 13. März 1952 bis Juli 1956 Chef des Hauptstabes der Landstreitkräfte und in Personalunion zwischen dem 19. Juni 1952 und September 1953 Erster stellvertretender Oberkommandierender und Chef des Stabes des Karpatischen Militärbezirks. Er war zudem von 1953 bis 1955 stellvertretender Chef des Generalstabes der Sowjetarmee und wurde 1956 stellvertretender Kommandant der Höheren Militärakademie „Kliment Jefremowitsch Woroschilow“.
Zuletzt löste Armeegeneral Malandin am 28. Juni 1958 den Marschall der Sowjetunion Iwan Christoforowitsch Bagramjan als Kommandant der Militärakademie des Generalstabs der Streitkräfte der UdSSR ab. Diesen Posten bekleidete er bis zu seinem Tode am 27. Oktober 1961, woraufhin Armeegeneral Wladimir Wassiljewitsch Kurassow seine Nachfolge antrat. Für seine Verdienste wurde er mehrfach ausgezeichnet und erhielt unter anderem drei Mal den Leninorden, drei Mal den Rotbannerorden, zwei Mal den Suworow-Orden (I. und II. Klasse), den Kutusoworden I. Klasse, den Orden des Roten Sterns, die Jubiläumsmedaille „XX Jahre Rote Arbeiter-und-Bauern-Armee“, die Medaille „Für die Verteidigung Moskaus“, die Medaille „Sieg über Deutschland“, die Medaille „Für die Einnahme Berlins“, die Medaille „Für die Befreiung Prags“, die Medaille „30 Jahre Sowjetarmee und Flotte“ sowie die Medaille „40 Jahre Streitkräfte der UdSSR“. Er bekam zudem das Silberne Kreuz des Virtuti Militari, den Orden des Weißen Löwen, den Orden des Grunwald-Kreuzes sowie das Tschechoslowakische Kriegskreuz 1939 verliehen.